# عيظوماوات
العيظوماوات (الاسم العلمي:Ostreopsidoideae) هي أسرة من السوطيات الدوارة تتبع فصيلة كييسات النار من رتبة المغضونيات.

## الأجناس
- العيظومة
- الكولية (Coolia)
- الألكسندريون (Alexandrium)